# Didymodon maschalogena
Didymodon maschalogena là một loài Rêu trong họ Pottiaceae. Loài này được (Renauld & Cardot) Broth. mô tả khoa học đầu tiên năm 1909.